# 吉列尔莫·恩达拉
吉列尔莫·达维德·恩达拉·加利马尼（西班牙語：Guillermo David Endara Galimany，1936年5月12日—2009年9月28日），1989年至1994年担任巴拿马总统。他是巴拿马主义党创建者阿努尔福·阿里亚斯的追随者，阿里亚斯被军事政变推翻后跟随他流亡美国和阿根廷。曾获得巴拿马的法学学位。1989年5月巴拿马举行总统选举，恩达拉被反对党联盟推为总统候选人并赢得选举，但被军方领导人曼努埃尔·诺列加宣布为无效。1989年12月20日美国入侵巴拿马，21日受美国庇护的恩达拉在美军基地宣誓就任总统。

## 生平
恩达拉出生于巴拿马市，父亲吉列尔莫·恩达拉·帕尼萨（Guillermo Endara Paniza）是巴拿马主义党创始人阿努尔福·阿里亚斯的盟友，阿里亚斯在1941年政变中被推翻后恩达拉一家随同流亡国外。幼年的恩达拉在阿根廷上学读书，后进入美国洛杉矶的布莱克-福克斯军事学院（Black-Foxe Military Institute）学习军事，成为一个“卓越的学生”。他后来入读巴拿马大学法学院和纽约大学，以班级第一的成绩毕业。
1963年他回到巴拿马创办律师事务所，并成为巴拿马最成功的律师事务所之一。1964年开始竞选公职，并进入国民议会。1968年，恩达拉短暂在阿里亚斯政府中担任规划和经济政策部长，同年10月政府被推翻下台。1971年随阿里亚斯流亡到1977年。阿里亚斯在1988年去世后，恩达拉成为反对派领导人。
在1989年的总统大选中，恩达拉被推为公民反对派民主联盟（ADOC）的候选人，与独裁军事领导人曼努埃尔·诺列加推出的候选人卡洛斯·杜克（Carlos Duque）竞选。由美国前总统吉米·卡特领导的国际联盟观察员和美国总统老布什任命的另一组观察员宣称恩达拉赢得大选，但诺列加政府却宣布选举无效。次日，恩达拉和他的竞选伙伴里卡多·阿里亚斯·卡尔德隆和吉列尔莫·福特率领一千名選民，大喊抗议，并敦促政府承认恩达拉出線。此抗议受到军方的镇压，三位候选人被严重殴打。恩达拉一度住院，头部缝了八针。袭击恩达拉和福特的图像的美国媒体传播到世界各地，美国政府随后对巴拿马采取了经济制裁、外交诱逼、军事威胁，支持巴拿马国内反对派推翻诺列加。恩达拉此时在美国控制下的巴拿马运河区避难，12月20日美国入侵巴拿马，诺列加躲进教廷驻巴拿马大使馆，13天后被迫向大使馆外的美军投降。恩达拉则在21日巴拿马的美军基地克莱顿堡，宣誓就任总统。恩达拉就职后表示捍卫言论自由和民主制度。开始对巴拿马国防军进行改革，清除诺列加的支持者，恢复平民政府的主导地位。
1990年6月11日，時年54歲的恩达拉再婚，妻子是22岁的华裔法律系学生安娜·梅·迪亚斯·陈（Ana Mae Diaz Chen）。這場婚姻受到了巴拿马媒体的广泛揶揄嘲弄，包括给肥胖的恩达拉起了一个新的绰号——“快乐的胖子”（El Gordo Feliz）。
恩达拉任期内巴拿马经济开始复苏，平均每年有8%的经济增长。然而失业率也上升了近19%。1991年初，执政联盟产生分歧，恩达拉与第一副总统阿里亚斯和第二副总统福特公开相互批评对方。12月17日阿里亚斯辞职。到1992年5月，恩达拉的公众支持率已从最初的70%下降到只有10%。其妻子安娜·梅·迪亚斯·陈被指控在巴拿马城的街道上转售意大利捐赠的食物。1992年安娜赢得$12萬5000美元的国家彩券，但未捐赠一毛錢，為人诟病。而1990年2月恩达拉卻在大都会教堂绝食，以呼吁人们关注这个国家的贫穷。
1994年10月，在他离任一个月后，巴拿马国民议会通过了一项宪法修正案，废除了军队，只建立一支警察部队。
2004年，恩达拉与阿努尔福党领导人米雷娅·莫斯科索因意见分歧退党，以团结党候选人身份参加2004年总统大选，获得31%的选票，败于民主革命党(PRD)候选人马丁·托里霍斯，位居第二。
2007年12月，恩达拉成立自己的政党祖国道德先锋党（Vanguardia Moral de Patria），并在此参加2009年的总统大选，在此次选举中，民主变革党（Partido Cambio Democrático）的候选人里卡多·马丁内利赢得61%的选票，巴拿马主义党的巴尔比娜·埃雷拉（Balbina Herrera，女）赢得了37%。恩达拉只获得2%的选票。
2009年9月28日恩达拉在他的公寓做晚饭时心脏病发作逝世，享壽73岁。9月30日举行国葬。
恩达拉与前妻有一个女儿。